# Maria Bamford

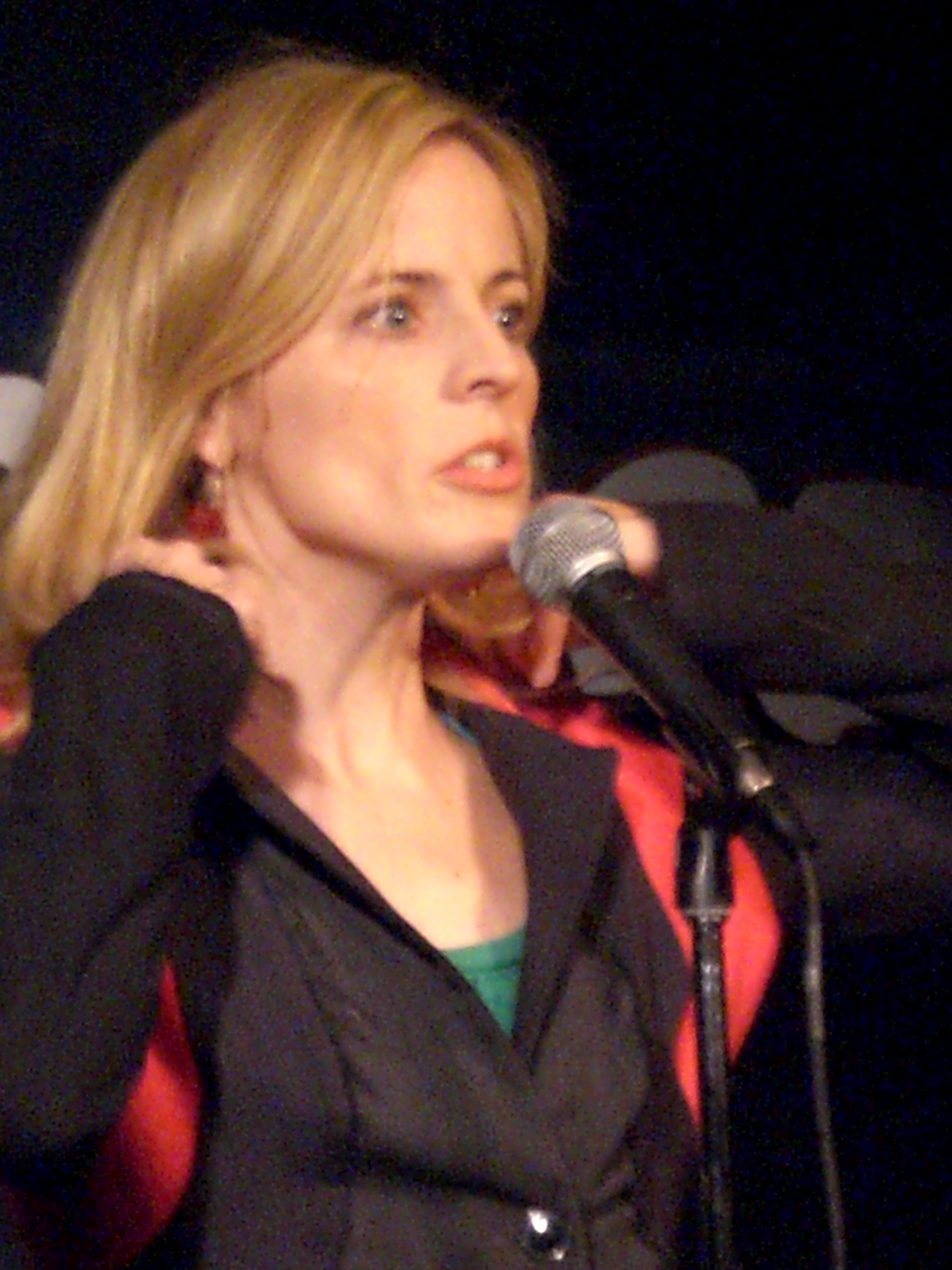
Mary Bamford (2008)

Maria Bamford (* 3. September 1970 in Port Hueneme, Kalifornien) ist eine US-amerikanische Komikerin und Synchronsprecherin.

## Leben
Bamford ist die Tochter eines U.S.-Navy-Hautarztes und einer Therapeutin aus Duluth, Minnesota, wo sie aufwuchs. Nach dem Bates College (in Lewiston, Maine) studierte sie an der University of Edinburgh (in Edinburgh, Schottland) und der University-of-Minnesota-Minneapolis (in Minneapolis, Minnesota), wo sie mit einem Bachelor in kreativem Schreiben abschloss. Mit 19 Jahren begann sie ihre Stand-Up-Auftritte in Minneapolis, Minnesota in Stevie Ray’s Comedy Cabaret. Anschließend schloss sie sich in Edinburgh der Komikergruppe The Improverts an.
Später zog sie nach Los Angeles, wo sie fest ihr Stand-Up-Programm aufführt, sofern sie nicht auf Tournee ist. Sie ist selbstständig und wurde allein 2010 als Sprecherin für vier verschiedene Cartoon-Serien beauftragt.
Maria Bamford hat eine Schwester, Sarah Bamford Seidelmann.
Die Fernsehserie Lady Dynamite aus dem Jahr 2016, in der Bamford die gleichnamige Hauptrolle spielt, basiert lose auf ihrer Biographie.

## Filmografie

### Fernsehen (Auswahl)
- Clarence
- Comedy Central Presents
- Daria
- Dharma & Greg
- CatDog
- Hey Arnold!
- Jimmy Kimmel Live!
- Premium Blend
- The Late Late Show with Craig Ferguson
- The Tonight Show mit Jay Leno
- Tough Crowd with Colin Quinn
- Mystery Science Theater 3000
- The Sarah Silverman Program.
- Lady Dynamite
- Arrested Development

### Filme
- 2000: Lucky Numbers
- 2002: Stuart Little 2
- 2003: Charlotte’s Web 2: Wilbur’s Great Adventure
- 2005: The Comedians of Comedy
- 2006: Barnyard
- 2007: Heckler

## CDs
- 2005: The Burning Bridges Tour
- 2005: The Comedians of Comedy: Live at the El Rey
- 2007: How to WIN!
- 2007: The Comedians of Comedy: Live at the Troubadour
- 2007: Comedy Death-Ray
- 2009: Unwanted Thoughts Syndrome